# Ricarda Lisk
Ricarda Lisk (* 1. Februar 1981 in Schorndorf) ist eine ehemalige deutsche Triathletin. Sie ist Olympiateilnehmerin (2008), mehrfache Deutsche Triathlon-Meisterin (2006, 2010, 2011, 2012) und war bis 2017 Mitglied des Nationalteams.

## Werdegang
Im Alter von fünf Jahren begann Ricarda Lisk mit Schwimm- und Lauftraining. Ihren ersten Triathlon absolvierte sie als 13-Jährige, da auch ihr Bruder Timo damit begonnen hatte. 1998 wurde sie in den D-Kader des baden-württembergischen Triathlonverbandes aufgenommen.

### Deutsche Junioren-Meisterin Triathlon 1999
1999 gewann sie die deutsche Junioren-Triathlon-Meisterschaft und widmete sich nach ihrem Abitur im Jahr 2000 ein Jahr lang erfolgreich ganz dem Sport: Bei der Junioren-Europa- und Weltmeisterschaft 2001 wurde sie Dritte bzw. Vierte.
Seit 2000 ist sie als Profi-Triathletin aktiv. Zunächst betrieb Ricarda Lisk ihre Profi-Laufbahn über die Bundeswehr-Sportfördergruppe in Saarbrücken, der sie bis zu ihrem Austritt im Jahr 2005 angehörte und mit der sie als Stabsunteroffizier zweimal bei World Military Triathlon Championships die Silbermedaille in der Einzelwertung gewann (2004 und 2005). Sie wurde auch betreut vom Ernährungswissenschaftler Wolfgang Feil.

### Deutsche U23-Meisterin Triathlon 2004
In Deutschland gewann Ricarda Lisk 2004 die U23-Triathlonmeisterschaft. Ihrem Verein VfL Waiblingen blieb Ricarda Lisk seit 1992 treu.

### Olympische Sommerspiele 2008
2008 war sie bei den Olympischen Spielen in Peking die beste deutsche Triathletin und wurde 15.
Bis 2010 bereitete Lisk sich im Olympiastützpunkt Saarbrücken auf London 2012 vor und seit 2011 ist ihr Heimatort wieder Trainingsmittelpunkt.
Ricarda Lisk nahm auch an Nicht-ITU-Wettkämpfen teil, allen voran der französischen Clubmeisterschaftsserie Lyonnaise des Eaux. Beim Eröffnungstriathlon des Jahres 2010 in Dünkirchen (23. Mai 2010) wurde Lisk für ihren Verein Tri Club Chateauroux 36 14. und war damit unter den drei athlètes classants l'equipe und verhalf ihrem französischen Club zur Silbermedaille. Chateauroux ging im Übrigen reglementwidrig ausschließlich mit fünf ausländischen Elitestars an den Start: Magali Di Marco Messmer (5.), Svenja Bazlen (11.), Ricarda Lisk (14.), Melanie Annaheim und Alia Cardinale.

Beim zweiten Grand-Prix-Triathlon in Beauvais wurde Lisk Fünfte in der Einzelwertung und war damit die Zweitbeste ihres Clubs. Beim Triathlon in Tours bzw. Tourangeaux (29. August 2010) wurde Lisk Sechste in der Einzelwertung und war damit die Beste ihres Clubs. Seit 2013 startete sie auch auf der Triathlon-Mitteldistanz.
Im Juli 2016 wurde sie in Zürich Zweite auf der olympischen Distanz hinter der Schweizerin Nicola Spirig. Im August 2017 startete sie in der Schweiz beim Inferno Triathlon auf der Langdistanz und sie erklärte nach dem Rennen ihre 17-jährige Profi-Karriere für beendet.

### Privates
Neben ihrer Profi-Laufbahn schloss Ricarda Lisk 2004 ein Sportmanagement-Studium ab und sie studierte Betriebswirtschaft an der Fernuniversität in Hagen. Ricarda Lisk lebt mit ihrer Tochter in der Schweiz und ist als Coach und Trainerin aktiv.

## Sportliche Erfolge
| Datum/Jahr    | Rang | Wettbewerb                                           | Austragungsort    | Zeit        | Bemerkung                                                                                  |
| ------------- | ---- | ---------------------------------------------------- | ----------------- | ----------- | ------------------------------------------------------------------------------------------ |
| 6. Aug. 2017  | 2    | Frankfurt-City-Triathlon                             | Frankfurt am Main | 02:13:58    |                                                                                            |
| 29. Juli 2017 | 3    | 5150 Zurich                                          | Zürich            | 02:08:15    |                                                                                            |
| 25. Juni 2017 | 6    | Chiemsee-Triathlon                                   | Chiemsee          |             | [ 12 ]                                                                                     |
| 23. Juli 2016 | 2    | 5150 Zurich                                          | Zürich            | 02:08:14    |                                                                                            |
| 26. Juni 2016 | 1    | Chiemsee-Triathlon                                   | Chiemsee          | 04:06:40    | [ 13 ]                                                                                     |
| 5. Juni 2016  | 5    | Ironman 70.3 Kraichgau                               | Kraichgau         | 04:36:22    | [ 14 ]                                                                                     |
| 25. Okt. 2015 | 3    | Ironman 70.3 Los Cabos                               | Los Cabos         |             | bei der Erstaustragung hinter der Kanadierin Magali Tisseyre                               |
| 30. Aug. 2015 | 8    | Ironman 70.3 World Championships                     | Zell am See       | 04:30:47    | Ironman 70.3-Weltmeisterschaft                                                             |
| 17. Mai 2015  | 8    | Ironman 70.3 Barcelona                               | Barcelona         | 04:51:55    | [ 15 ]                                                                                     |
| 2. Mai 2015   | 11   | Ironman 70.3 St. George                              | St. George        |             | US-Championships                                                                           |
| 5. Apr. 2015  | 6    | Ironman 70.3 Brasil                                  | Penha             | 04:26:13    | erster Start auf der „halben“ Ironman-Distanz – bei den Pan-Amerikanischen Meisterschaften |
| 31. Aug. 2014 | 13   | Hy-Vee Triathlon 5150                                | Des Moines        | 02:01:44    | U.S. Championships                                                                         |
| 3. Aug. 2014  | 1    | Frankfurt-City-Triathlon                             | Frankfurt am Main | 02:09:19    | Siegerin vor Natascha Schmitt                                                              |
| 26. Juli 2014 | 2    | 5150 Zurich                                          | Zürich            | 01:59:34    | Europameisterschaften                                                                      |
| 23. Juni 2014 | 2    | Citytriathlon Heilbronn                              | Heilbronn         | 03:21:11    |                                                                                            |
| 1. Juni 2014  | 3    | Escape from Alcatraz Triathlon                       | San Francisco     | 02:18:52    |                                                                                            |
| 19. Mai 2013  | 4    | ETU Middle Distance Triathlon European Championships | Barcelona         | 04:44:38    | Europameisterschaft auf der Mitteldistanz im Rahmen der Half Challenge Barcelona           |
| 3. März 2013  | 3    | Escape from Alcatraz Triathlon                       | San Francisco     | 02:23:36    |                                                                                            |
| 2. Juni 2012  | 1    | DTU Deutsche Meisterschaft Triathlon Kurzdistanz     | Darmstadt         | 02:09:50    |                                                                                            |
| 19. Feb. 2012 | 3    | ITU Sprint Triathlon African Cup                     | Kapstadt          | 01:01:47    | 750 m Schwimmen, 20 km Radfahren und 5 km Laufen                                           |
| 16. Okt. 2011 | 5    | Barcelona Triathlon                                  | Barcelona         | 02:00:51    |                                                                                            |
| 3. Juli 2011  | 1    | DTU Deutsche Meisterschaft Triathlon Kurzdistanz     | Düsseldorf        |             |                                                                                            |
| 24. Juni 2011 | 18   | ETU Short Distance Triathlon European Championships  | Pontevedra        | 02:08:05    | Europameisterschaft                                                                        |
| 2010          | 1    | DTU Deutsche Meisterschaft Triathlon Kurzdistanz     | Schliersee        |             | beim Alpen-Triathlon                                                                       |
| 18. Aug. 2008 | 15   | Olympische Sommerspiele 2008                         | Peking            | 02:02:07,75 |                                                                                            |
| 3. März 2007  | 1    | ITU African Cup Triathlon                            | Langebaan         | 02:09:10    |                                                                                            |
| 2006          | 1    | DTU Deutsche Meisterschaft Triathlon Kurzdistanz     | Schliersee        |             | beim Alpen-Triathlon                                                                       |
| 26. Juni 2005 | 2    | CISM Militär-Weltmeisterschaft Triathlon             | Ventura           |             | Vizeweltmeisterin hinter der Italienerin Nadia Cortassa                                    |
| 8. Juni 2004  | 2    | CISM Militär-Weltmeisterschaft Triathlon             | Belfort           |             | Vizeweltmeisterin hinter der Französin Delphine Pelletier                                  |
| 9. Nov. 2002  | 6    | ITU Triathlon World Championship U23                 | Cancún            | 02:04:11    |                                                                                            |
| 6. Juli 2002  | 21   | ETU Short Distance Triathlon European Championships  | Győr              | 02:02:39    | Europameisterschaft auf der olympischen Distanz                                            |
| 22. Juli 2001 | 4    | ITU Triathlon World Championship Junior Women        | Edmonton          | 02:05:01    | Triathlon-Weltmeisterschaft der Junioren                                                   |
| 23. Juni 2001 | 3    | ETU Triathlon European Championship Junior Women     | Karlsbad          | 01:12:38    | Europameisterschaft der Junioren                                                           |
| 8. Juli 2000  | 19   | ETU Triathlon European Championship Junior Women     | Stein             | 01:06:57    |                                                                                            |
| 3. Juli 1999  | 20   | ETU Triathlon European Championship Junior Women     | Funchal           | 01:13:29    |                                                                                            |

| 19. Aug. 2017 | 3 | Inferno Triathlon | Berner Oberland | 10:08:07,4 |  |

| Datum/Jahr    | Rang | Wettbewerb               | Austragungsort | Distanz | Zeit  | Bemerkung           |
| ------------- | ---- | ------------------------ | -------------- | ------- | ----- | ------------------- |
| 31. Dez. 2011 | 1    | Backnanger Sylvesterlauf | Backnang       | 10 km   | 35:31 | Siegerin über 10 km |

DNF – Did Not Finish· BG = der Sponsor British Gas